# 阳城工业区
阳城区镇，是中华人民共和国河南省郑州市登封市下辖的一个乡镇级行政单位。

## 行政区划
阳城区镇下辖以下地区：
。